# Национальный фашистский союз

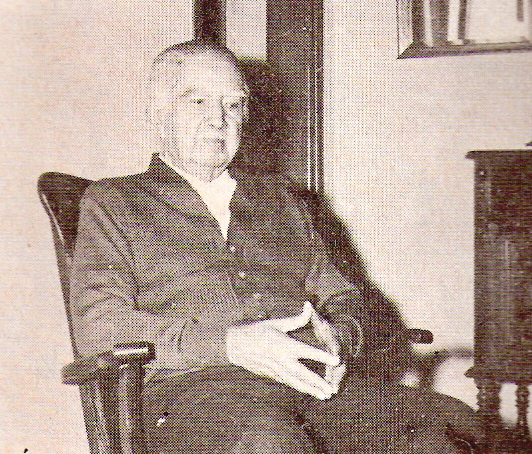
Нимио де Анкин. 1930-е

Национальный фашистский союз (исп. Union Nacional Fascista; UNF) — аргентинская политическая партия, основанная в 1936 году аргентинским томистом, писателем, преподавателем Национального университета Кордовы Нимио де Анкином для реализации идеологии фашизма. Предшественницей союза была Аргентинская фашистская партия.
Партия изначально придерживалась идей фалангизма и клерикального фашизма, с подчёркнутым антикоммунизмом. В августе 1936 года Нимио де Анкин попытался собрать группу студентов юридической школы Кордовы для поддержки лидера испанских фалангистов Франсиско Франко. Полиция жёстко пресекла действия аргентинских националистов.
Поддержка НФС начала расти после того, как два активиста союза были застрелены в колледже Монсеррат в 1938, оплоте национализма тех лет. Анкин обвинил в убийстве «коммунистов, иудаистов и дегенеративных радикалов» и призвал к ответным действиям. Несмотря на всё это, Нимио де Анкину и его сторонникам не удалось заручиться широкой поддержкой населения, и в 1939 UNF прекратил своё существование. Анкин возвратился в родной город, где вернулся к прежней работе лектора.